# Prosorhynchoides basargini
Prosorhynchoides basargini är en plattmaskart. Prosorhynchoides basargini ingår i släktet Prosorhynchoides och familjen Bucephalidae. Inga underarter finns listade i Catalogue of Life.